# Stazione di Barbusi (FMS)
La stazione di Barbusi delle Ferrovie Meridionali Sarde era una fermata ferroviaria a servizio dell'omonima frazione del comune di Carbonia, situata lungo la dismessa linea San Giovanni Suergiu-Iglesias.

## Storia

La fermata negli anni venti del Novecento

Le origini della fermata risalgono agli anni venti del Novecento, nell'ambito della fase di costruzione di una rete ferroviaria a scartamento ridotto per il Sulcis-Iglesiente portata avanti per conto della Ferrovie Meridionali Sarde. I lavori di costruzione della linea e della fermata furono eseguiti tra il 1923 ed il 1926, ed entrambe furono inaugurate il 13 maggio 1926, con l'avvio del servizio ferroviario il successivo 23 maggio. L'impianto servì principalmente la frazione di Barbusi, posta alcune centinaia di metri più a est, sebbene parte del traffico locale si dirottò in seguito verso la omonima stazione delle FS, in funzione dal 1956.
L'attività nella fermata fu comunque espletata anche nei lustri successivi sino al 1º settembre 1974, data di cessazione del servizio ferroviario sull'intera rete FMS. L'impianto fu quindi dismesso ed in seguito disarmato, mentre i fabbricati vennero abbandonati.

## Strutture e impianti

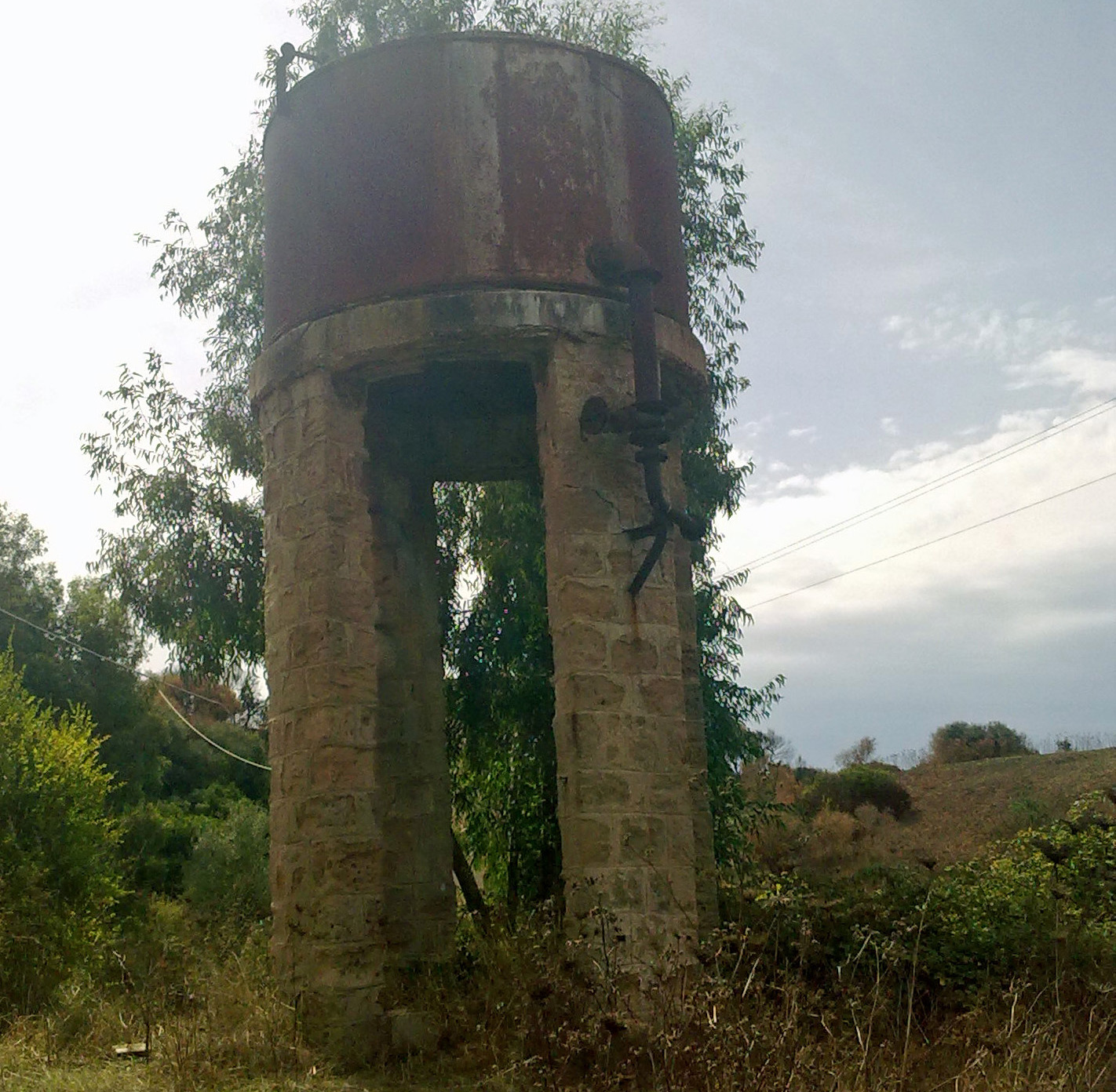
Il rifornitore idrico della fermata

Dal 1974 la fermata di Barbusi non è più attiva e l'infrastruttura ferroviaria è stata smantellata negli anni successivi. Lo scalo fu costruito a valle dell'abitato omonimo a ridosso del corso del rio Flumentepido, ed è posto a breve distanza dal tracciato della ferrovia Villamassargia-Carbonia.
Durante gli anni di attività la fermata a livello infrastrutturale era dotata del singolo binario di corsa a scartamento da 950 mm, affiancato da un fabbricato viaggiatori. Questo edificio, l'unico rimasto dello scalo benché in stato di degrado, presenta le caratteristiche dei fabbricati degli scali minori aperti con la ferrovia, aventi estensione su due piani con tetto a falde, pianta rettangolare, e due ingressi sui lati maggiori. In origine era posto anche un ulteriore fabbricato per le ritirate, poi demolito dopo la chiusura della ferrovia, mentre è ancora presente nell'area dell'impianto il rifornitore idrico. Tale infrastruttura è composta da una cisterna metallica posta in cima ad una costruzione in muratura sorretta da quattro pilastri.
La direzione del movimento avveniva in loco.

## Movimento

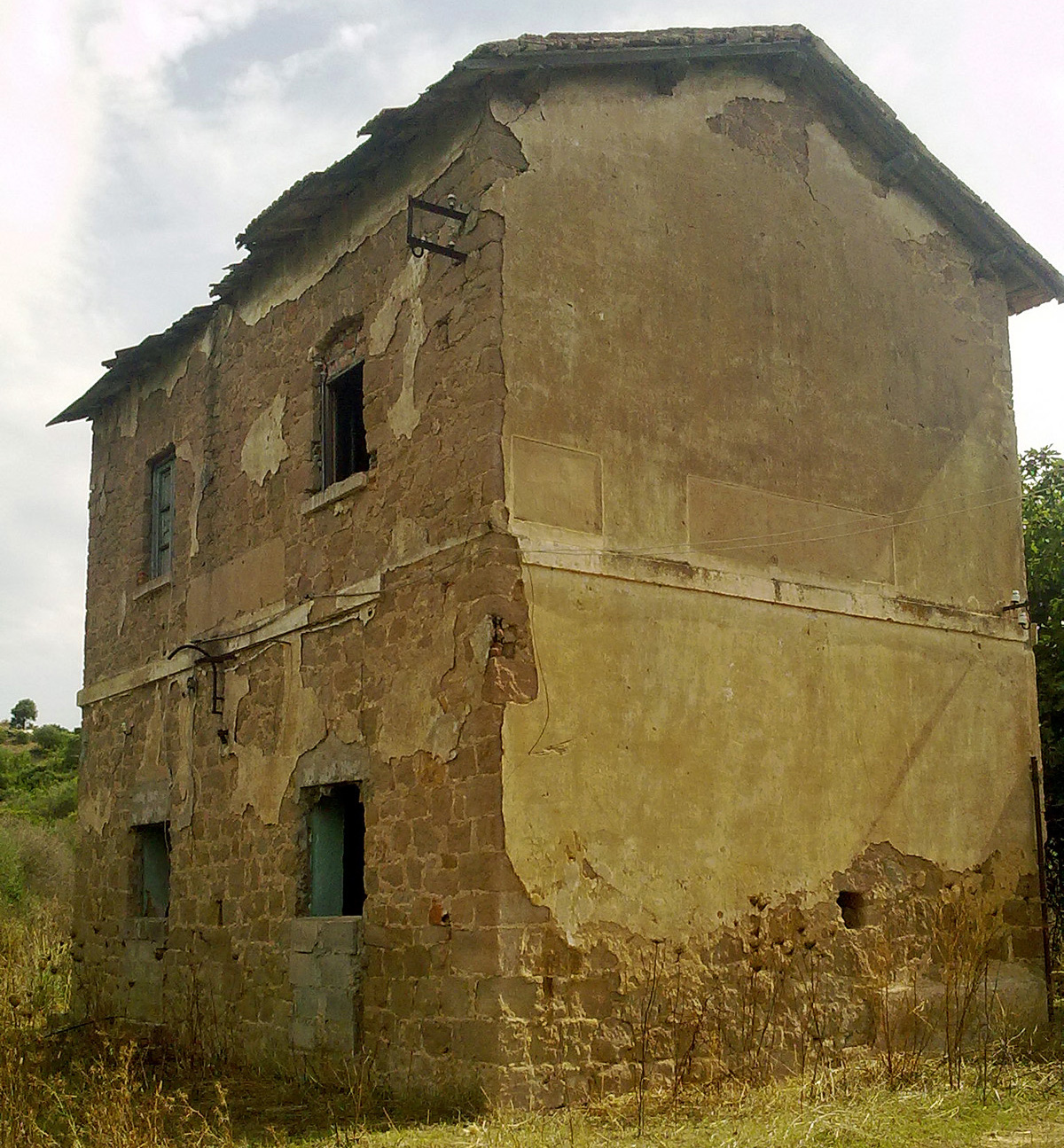
Il fabbricato viaggiatori, in abbandono dopo la chiusura della ferrovia

La fermata fu chiusa al servizio ferroviario il 1º settembre 1974, sino a quel momento era servita dai treni viaggiatori delle FMS.

## Servizi
L'impianto era dotato di servizi igienici.
- Servizi igienici